# 동신초등학교 (전북)
동신초등학교는 대한민국 전북특별자치도 정읍시에 있는 공립 초등학교이다.

## 학교 연혁
- 1970년 3월 20일 동신국민학교 개교(정읍동국민학교에서 11학급 분리)
- 1996년 3월 1일 동신초등학교로 개칭
- 2006년 3월 1일 한솔초등학교 분리 이관(34학급 편성)
- 2022. 09. 01	제15대 교장 한덕원 부임
- 2023. 01. 11	제52회 졸업식(2022학년도- 127명, 총 10,923명)
- 2024. 02. 08	제53회 졸업식(2023학년도- 119명, 총 11,042명)

## 참고 자료
- 동신초등학교 - 한국교육학술정보원 학교알리미